# リバティーデザインズ
リバティーデザインズ（ LIBERTY DESIGNS）は、アメリカ合衆国ワシントン州タコマにある釣具メーカー。釣り竿を中心に製造する釣り具メーカーである。

## 沿革
- 1976年 - カメラ用ガンストックUGS1000や雲台BH1000を発売。
- 1979年 - 釣り竿の製造を開始。
- 1980年 - 日本初のボロン混合の釣り竿XGシリーズやHGシリーズを発売。また、シマノ工業(現シマノ)のアウトドアウェアの開発に参加。[1]
- 1982年 - ARCHISTRIAL FLY REELSを発売。
- 1988年 - G.SAKAIのナイフのデザインを担当。
- 1989年 - BH1000がグッドデザイン賞を獲得。[2]
- 1990年 - キャスティングハンドルバイオニクスグリップを開発。また、スポーツザウルス社の釣り竿のデザインを担当するようになる。
- 1993年 - アメリカに移住。ワシントン州にリバティーデザインズを設立。MMシリーズを発売。
- 2001年 - キャスティングハンドルバイオニクス 2000 グリップを発売。
- 2003年 - バイオニクス 2000 グリップがグッドデザイン賞を獲得。[3]
- 2005年 - アルフレッド社とのコラボレーションの釣り竿、MM5525-3Sが発売。
- 2010年2月 - AR-301/VG10を発売。

## 概要
工業デザイナーの羽田久嗣が1970年代に有限会社アーキストリアルを設立。雲台などの開発をする。
1979年に釣り竿開発に参入。1980年には日本初のボロン混合の釣り竿であるXGシリーズや、穂先部分が低弾性グラファイトを約60%にグラス繊維約40%コンポジットし、元部分へかけて弾性率が徐々に高くなっていくという異弾性率で構成されたグラファイトロッドであるHGシリーズ(Hibrid Graphite)を発売。1993年にはボロンやグラスを排してグラファイト100%で構成したMMシリーズ(Multi Modulus)を発売。
キャスティング用のグリップには拘りがあり、キャスティング用ブランクスルーのリールシートは腱鞘炎などを助長することから独自のバイオニクスグリップと呼ばれるキャスティングハンドルを開発している。
また、他社製品のデザインも行うことも多く、1980年にはシマノのアウトドアウェアのチーフデザイナーとして開発に参加。その後、1988年にG.SAKAIのナイフのデザインを、1990年にはスポーツザウルスのボロンロッドのデザインを共に1992年まで担当するが、共にライセンス違反のためその後契約を打ち切っている。
1993年には活動の拠点をアメリカ合衆国ワシントン州に移し、リバティーデザインズを設立する。

## 主な製品
- 釣り竿
  - MMシリーズ
- キャスティングハンドル
  - BIONOMICS 2000 GRIP
- ナイフ
  - AR-301/VG10 KNIFE

## ライセンス問題

### G.SAKAI
1988年よりG.SAKAIのナイフのデザインを担当していたが、G.SAKAIが1993年に無許可でデザインを変更、羽田名義で販売したためライセンス違反として契約を白紙にし、羽田によるデザイン使用の製品および改造モデルの製造を禁止した。その後、2010年に他のメーカーからの協力でAR-301/VG10 KNIFEの再発売が決定した。

### スポーツザウルス
1990年よりスポーツザウルスのザウルス・ボロンシリーズの全ての設計・デザインを担当するようになったが、担当してから3年目よりロイヤルティの不払いとデザインの無断使用が起こった。デザインの無断使用はスポーツザウルス倒産まで続けられ、またスポーツザウルス社や社長の則 弘祐からロイヤルティは支払われることはなかった。
2012年4月にはかつてザウルスで発売予定であったがライセンス違反でお蔵入りになったロッドが発見されたためHGC583C 2012として発売。また、ザウルス・ボロンの後継モデルとして開発が進められていたがこちらもライセンス違反でお蔵入りになったモデルもHGC/MM632Cとして発売された。